# Gheorghe Vasilichi

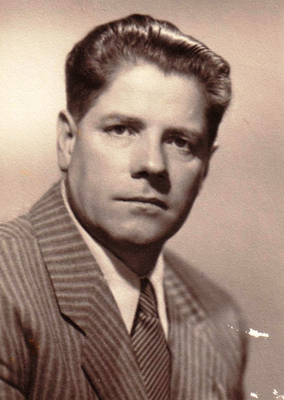
Gheorghe Vasilichi

Gheorghe Vasilichi (* 7. September 1902 in Cetate, Kreis Dolj; † 31. Oktober 1974, Piatra Neamț) war ein rumänischer Politiker der Rumänischen Arbeiterpartei PMR (Partidul Muncitoresc Român), der unter anderem mehrmals Minister sowie zwischen 1945 und 1952 Mitglied des Politbüros des Zentralkomitees (ZK) der PMR war.

## Leben

### Parteifunktionär, Spanischer Bürgerkrieg und Zweiter Weltkrieg
Gheorghe Vasilichi arbeitete nach dem Schulbesuch als Blechschmied und gehörte zwischen 1924 und 1933 der Eisen- und Metallarbeitergewerkschaft (Sindicatul fermetal) sowie von 1926 Mitglied des Arbeiter- und Bauernblocks (Blocul Muncitoresc Țărănesc) an. 1926 wurde er Sekretär des Stadtkomitees des Kommunistischen Jugendverbandes UTCdR (Uniunea Tineretului Comunist din România) in Bukarest sowie 1927 Mitglied der damaligen Kommunistischen Partei PCdR (Partidul Comunist din România) und nahm 1929 als Delegierter am Internationalen Gewerkschaftskongress in Moskau teil. 1930 übernahm er die Funktion eines Sekretärs des Stadtparteikomitees der PCdR in Bukarest. Während des Streiks der Ölarbeiter im Jahr 1933 war er Sekretär des Regionalparteikomitees der PCdR im Kreis Prahova und im Zuge des Streiks im Eisenbahnbetrieb der Căile Ferate Române (CFR) in Grivița, bei dem Vasile Roaită ums Leben kam, im Februar 1933 festgenommen. Am 4. Juni 1934 wurde er durch das Kriegsgericht des Ersten Korps aufgrund des Gesetzes zur Bekämpfung von Straftaten gegen die öffentliche Ordnung zu zwölf Jahren Freiheitsstrafe verurteilt, die er in Haftanstalten in Jilava, Văcărești und Craiova verbüßte.
Nachdem ihm im Januar 1935 die Flucht gelang, emigrierte Vasilichi in die Sowjetunion und nahm als Freiwilliger der Internationalen Brigaden am Spanischen Bürgerkrieg (17. Juli 1936 bis 1. April 1939) teil. Später nahm er in der Résistance in Frankreich am Widerstand gegen den Nationalsozialismus teil und wurde nach einer neuerlichen Festnahme im KZ Dachau interniert.

### Minister und Politbüromitglied
Nach seiner Befreiung kehrte Gheorghe Vasilichi nach Rumänien zurück, wo er auf dem Nationalkonferenz (Conferința Națională) vom 16. bis 22. Oktober 1945 Mitglied des Zentralkomitees (ZK) der PMR wurde und gehörte diesem zunächst bis zum 28. Dezember 1955 an. 1946 wurde er Mitglied der Deputiertenkammer (Adunarea Deputaților) und vertrat in dieser bis 1948 den Wahlkreis Prahova. Er fungierte zwischen dem 30. Dezember 1947 und dem 14. April 1948 als Unterstaatssekretär im Ministerium für Nationale Bildung. 1948 wurde er Mitglied der Großen Nationalversammlung (Marea Adunare Națională) und gehörte dieser bis zu seinem Tode an. Er wurde auf dem Sechsten Parteitag der PMR vom 21. bis 23. Februar 1948 Mitglied des Politbüros der PMR und gehörte diesen Gremien bis zum 27. Mai 1952 an.
Am 14. April 1948 übernahm Vasilichi im Kabinett Groza IV zunächst den Posten als Minister für öffentlichen Unterricht (Ministrul învățământului public) und hatte diesen bis zu seiner Ablösung durch Nicolae Popescu-Doreanu am 23. April 1949 inne. Im Anschluss löste er im Zuge einer Kabinettsumbildung Miron Constantinescu am 23. April 1949 als Minister für Bergbau und Öl (Ministrul minelor și petrolului) ab und verblieb auf diesem Posten bis zum 5. August 1950, woraufhin Constantin Mateescu seine Nachfolge antrat. 1951 wurde er Präsident der Nationalen Union der Genossenschaften des Handwerks UCECOM (Uniunea Națională a Cooperației Meșteșugărești) und verblieb auf diesem Posten bis 1969. Auf dem Siebten Parteitag der PMR (23. bis 28. Dezember 1955) wurde er Kandidat des ZK der PMR und hatte diese Funktion bis zum 25. Juni 1960 inne. Er wurde auf dem Achten Parteitag der PMR vom 20. bis 26. Juni 1960 erneut Mitglied des ZK der PMR und gehörte diesem Gremium nunmehr bis zu seinem Tode am 31. Oktober 1974 an. Er war zudem seit dem 19. März 1965 Mitglied des Vorstandes der rumänischen Gruppe bei der Interparlamentarischen Union (IPU) sowie vom 12. März 1969 bis zu seinem Tode am 31. Oktober 1972 Vorsitzender des Ausschusses für Gesundheit, Arbeit und soziale Sicherheit (Comisiei pentru sănătate, muncă și asigurări sociale).

### Ehrungen und Auszeichnungen
Für seine langjährigen Verdienste wurde Gheorghe Vasilichi mehrfach ausgezeichnet und erhielt unter anderem 1948 den Orden der Arbeit Erster Klasse (Ordinul Muncii), 1948 den Stern der Volksrepublik Rumänien Erster Klasse (Ordinul Steaua Republicii Populare Române), 1949 den Orden für die Verteidigung des Vaterlandes Erster Klasse (Apărarea Patriei), 1959 den Orden 23. August Erster Klasse (Ordinul 23. August), 1962 den Titel Held der sozialistischen Arbeit (Erou al Muncii Socialiste), 1966 den Orden Tudor Vladimirescu Erster Klasse (Ordinul Tudor Vladimirescu), 1971 den Orden des Sieges des Sozialismus (Ordinul Victoria Socialismului) sowie zuletzt im August 1974 den Titel Held der Sozialistischen Republik Rumänien (Erou al Republicii Socialiste România⁠).